# Salgadinho (kommun i Brasilien, Paraíba)
Salgadinho är en kommun i Brasilien.   Den ligger i delstaten Paraíba, i den östra delen av landet, 1 500 km nordost om huvudstaden Brasília. Antalet invånare är 3 508.
Omgivningarna runt Salgadinho är huvudsakligen savann. Runt Salgadinho är det glesbefolkat, med 17 invånare per kvadratkilometer.